# Sultan Hatun
Sultan Hatun , död 1500, var en av hustrurna till den osmanska sultanen Murad II (regent 1421–1451) och styvmor till Mehmet II (regent 1451–1481).